# 贝纳克 (上比利牛斯省)
贝纳克（法語：Bénac，法語發音：[benak]）是法国上比利牛斯省的一个市镇，属于塔布区。

## 地理
贝纳克（43°9'12"N, 0°1'34"E）面积7.93 平方千米，位于法国奧克西塔尼大區上比利牛斯省，该省份为法国西南部内陆省份，北至热尔省，西接大西洋比利牛斯省，南与西班牙接壤，东临上加龙省。
与贝纳克接壤的市镇（或旧市镇、城区）包括：卢埃、阿沃朗、巴里、伊巴雷特、拉讷、莱里斯、奥兰克勒、圣马丹、维斯凯。

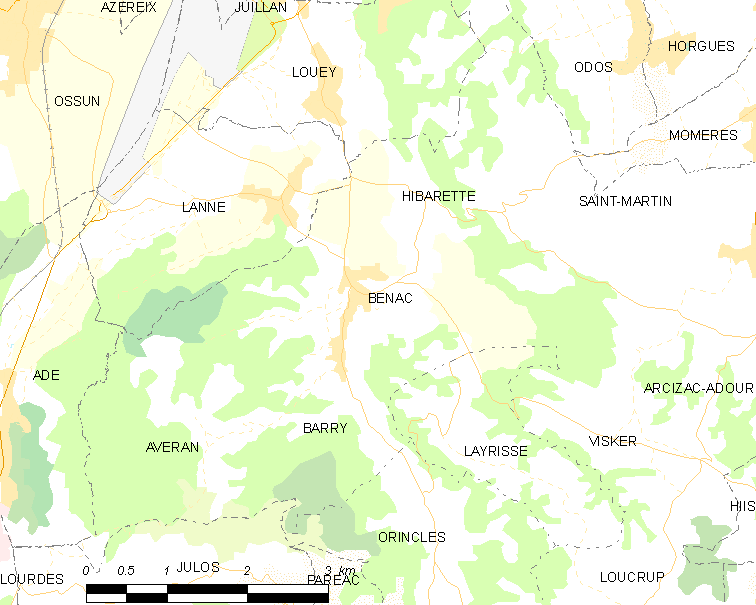
的OSM定位图

贝纳克的时区为UTC+01:00、UTC+02:00（夏令时）。

## 行政
贝纳克的邮政编码为65380，INSEE市镇编码为65080。

## 政治
贝纳克所属的省级选区为奥桑县。

## 人口

1962-2008年间人口变化图示

贝纳克于2022年1月1日时的人口数量为530人。